# 马克·胡斯特尔
马克·胡斯特尔（德語：Marc Huster，1970年7月1日—），德国男子举重运动员。他曾代表德国参加1992年、1996年和2000年夏季奥林匹克运动会举重比赛，获得二枚银牌。